# Tommy Cogbill
Thomas Clark Cogbill (8 avril 1932 - 7 décembre 1982) est un bassiste, guitariste, auteur-compositeur et producteur de disques américain, œuvrant dans les domaines du rhythm and blues, de la soul et de la musique country.
C'est un musicien de studio très recherché qui apparaît sur de nombreux enregistrements désormais classiques des années 1960 et 1970, en particulier ceux enregistrés à Nashville, Memphis et Muscle Shoals. Il est reconnu comme une influence majeure par de nombreux bassistes, dont Jerry Jemmott, David Hood et Jaco Pastorius. 

## Vie et carrière
Tommy Cogbill naît à Johnson Grove, dans le Tennessee. Il commence à jouer de la guitare à l'âge de six ans. Durant ses dernières années de lycée, il joue de la steel guitar dans un groupe country qui passe à la radio WDIA. Il se produit ensuite dans des clubs de jazz de Memphis, jouant alternativement de la guitare et de la basse. 
Il devient musicien de session pour différents studios, notamment pour Hi Records. Il accompagne des artistes tels que Sam the Sham and the Pharaohs ou Ace Cannon, avant d'intégrer les Memphis Boys, le groupe maison de l'American Sound Studio réuni par Chips Moman. À la fin des années 1960 et au début des années 1970, Cogbill travaille comme producteur à l'American Sound Studio. 
L'un des enregistrements les plus célèbres contenant sa ligne de basse est le tube Son of a Preacher Man de Dusty Springfield en 1969, produit par Jerry Wexler et Tom Dowd. Il enregistre avec King Curtis, Joe Tex, Elvis Presley, Aretha Franklin, Dobie Gray, Kris Kristofferson, J.J. Cale, Wilson Pickett (Cogbill joue la ligne de basse de Funky Broadway), Chuck Berry, Dolly Parton, Bob Seger et Neil Diamond. Il joue également la basse sur le single de King Curtis Memphis Soul Stew en 1967. 
Cogbill meurt d'un accident vasculaire cérébral le 7 décembre 1982 à Nashville, à l'âge de 50 ans.
Selon Mike Leech, Tommy Cogbill figure « parmi les cinq premiers bassistes les plus importants de musique populaire du siècle dernier ». 

## Discographie

### Albums
- The Exciting Wilson Pickett, Wilson Pickett, 1966
- The Sound of Wilson Pickett, Wilson Pickett, 1967
- Wicked Pickett, Wilson Pickett, 1967
- Chuck Berry in Memphis, Chuck Berry, 1967
- I Never Loved a Man the Way I Love You, Aretha Franklin, 1967
- Aretha Arrives, Aretha Franklin, 1967
- For Your Precious Love, Oscar Toney Jr., 1967
- Neon Rainbow, The Box Tops, 1967
- Lady Soul, Aretha Franklin, 1968
- Aretha Now, Aretha Franklin, 1968
- Cry Like a Baby, The Box Tops, 1968
- Aretha '69, Aretha Franklin, 1969
- Dusty in Memphis, Dusty Springfield, 1969
- From Elvis in Memphis, Elvis Presley, 1969
- Back in Memphis, Elvis Presley, 1969
- Soulful, Dionne Warwick, 1969
- Memphis Underground, Herbie Mann, 1971
- The Gospel Road, Johnny Cash, 1971
- Spills the Beans, Joe Tex[8], 1972
- Hey Now Hey (The Other Side of the Sky), Aretha Franklin, 1972
- Jesus Was a Capricorn, Kris Kristofferson, 1972
- Elvis Now, Elvis Presley, 1972
- Raised on Rock, Elvis Presley, 1973
- Seven, Bob Seger, 1974
- Okie, J.J. Cale, 1974
- Hey Dixie, Dobie Gray[9], 1974
- Breakaway , Kris Kristofferson & Rita Coolidge, 1974
- Living and Dying in 3/4 Time et A1A, Jimmy Buffett, 1974
- Rancho Deluxe, Jimmy Buffett, 1975
- I Don't Know What the World Is Coming To, Bobby Womack, 1975
- You and Me Together, James and Bobby Purify, 1975
- Easy as Pie, Bily « Crash » Craddock, 1976
- Troubadour, J.J. Cale, 1976
- So Lonesome Tonight, Charlie Rich, 1977
- Crash, Bily « Crash » Craddock, 1977
- Regeneration, Roy Orbison, 1977
- Me and My Guitar, Chet Atkins, 1977
- Starting All Over Again, Don Gibson, 1978
- When I Dream, Crystal Gayle, 1978
- Where to Now, Charlie Dore, 1979
- Shades, J.J. Cale, 1981
- At This Moment, Billy Bera & the Beaters, 1981
- Hollywood, Tennessee, Crystal Gayle, 1981
- Grasshopper, J.J. Cale, 1982
- Black on Black, Waylon Jennings, 1982
- Burlap & Satin, Dolly Parton, 1983
- Stay Around, JJ Cale, 2019

### Chansons notables
| Titre                                     | Interprète        | Date             | US charts | R&B charts | British charts |
| ----------------------------------------- | ----------------- | ---------------- | --------- | ---------- | -------------- |
| Land of 1000 Dances                       | Wilson Pickett    | 11 mai 1966      | 6         | 1          | 22             |
| Mustang Sally                             | Wilson Pickett    | 13 octobre 1966  | 23        | 6          | 28             |
| I Never Loved a Man (the Way I Love You)  | Aretha Franklin   | 13 octobre 1966  | 9         | 1          |                |
| Do Right Woman, Do Right Man              | Aretha Franklin   | 24 janvier 1967  |           |            |                |
| Funky Broadway                            | Wilson Pickett    | 1er février 1967 | 8         | 1          | 43             |
| Respect                                   | Aretha Franklin   | 14 février 1967  | 1         | 1          | 10             |
| (You Make Me Feel Like) A Natural Woman   | Aretha Franklin   | 17 février 1967  | 8         | 2          |                |
| Baby I Love You                           | Aretha Franklin   | 1967             | 4         | 1          | 39             |
| I’m in Love                               | Wilson Pickett    | 1er juillet 1967 | 45        | 4          |                |
| Memphis Soul Stew                         | King Curtis       | 5 juillet 1967   | 33        | 6          |                |
| Chain of Fools                            | Aretha Franklin   | 8 juillet 1967   | 2         | 1          | 1              |
| Skinny Legs and All                       | Joe Tex           | 8 juillet 1967   | 10        |            |                |
| (Sweet Sweet Baby) Since You've Been Gone | Aretha Franklin   | 16 décembre 1967 | 5         | 1          | 47             |
| Think                                     | Aretha Franklin   | 15 avril 1968    | 7         | 1          | 26             |
| Son of a Preacher Man                     | Dusty Springfield | 8 novembre 1968  | 10        |            | 9              |
| In the Ghetto                             | Elvis Presley     | avril 1969       | 3         |            |                |
| Soul Deep                                 | The Box Tops      | juin 1969        | 18        |            | 26             |
| Sweet Caroline                            | Neil Diamond      | juin 1969        | 4         |            | 8              |

### Productions (ou co-productions)
Albums
- The Sweet Inspirations, The Sweet Inspirations, 1967
- Arthur Alexander, Arthur Alexander, 1972

Chansons
- Merrilee Rush, Angel of the Morning, 1968
- Neil Diamond, Sweet Caroline, 1969
- Nanette Workman, Let Me Be the One, 1970
- Carl Carlton, Everlasting Love, 1973